# قواعد النظام الديمقراطية (كتاب)
قواعد النظام الديمقراطية (بالإنجليزية: Robert's Rules of Order) من أشهر المراجع الغربية في قضية إدارة الحوار والمناظرات قواعد النظام لروبرت والكتاب متوفر بنسخته الكاملة على الويب بطبعة 1915 كما يتوفر جدول قواعد روبرت النظامية على الإنترنت وطبع  نسخة مترجمة للكتاب.
مركز دراسات الوحدة العربية

## تعريف بالكتاب
صـدر عن مركز دراسات الوحدة العربية كتاب "قواعـد النظـام الديمقراطية وهو ترجمة لكتاب "قواعد روبرت التنظيمية للاجتماعات". كتاب قواعد النظام الديمقراطية يرسم خريطة كبيرة بكل دقائق تفصيلاتها.
والخريطة هنا هي للديمقراطية، وهي بالمعنى التفصيلي تتوغل خطوطها ورسومها ومواقعها المتباينة الأحجام والأشكال إلى التنظيمات الديمقراطية : كيف تنظم وكيف تجتمع وكيف تؤجل وكيف تنفضّ؟ مروراً بمبادئ أساسية مثل النصاب والاقتراح والقبول والرفض والأغلبية البسيطة والأغلبية المركبة.. وكل ما يتعلق بما هو معروف عموماً بوصف الإجراءات البرلمانية.
لم تصدر هذه القواعد ـ في أصلها أو في أي لغة من اللغات الثلاثين التي ترجمت إليها ـ من أجل أعضاء البرلمان أو المجالس التشريعية النيابية وحدهم، وإنما صدرت لتكون بين أيدي أعضاء كل تنظيم أو جمعية يمكن تصورها تهدف إلى أن تكون ديمقراطية في علاقاتها وأدائها ونتائجها. وهي أوجب ما تكون كقواعد ديمقراطية للمنظمات غير الحكومية، لمنظمات المجتمع المدني، للأحزاب والتنظيمات السياسية والاجتماعية والاقتصادية والثقافية.
الخريطة التفصيلية لكيفية عقد الاجتماعات وإدارتها ديمقراطياً، وما يلزم الديمقراطيين في العالم من قواعد وأحكام وقوانين.